# Transports à Toulouse

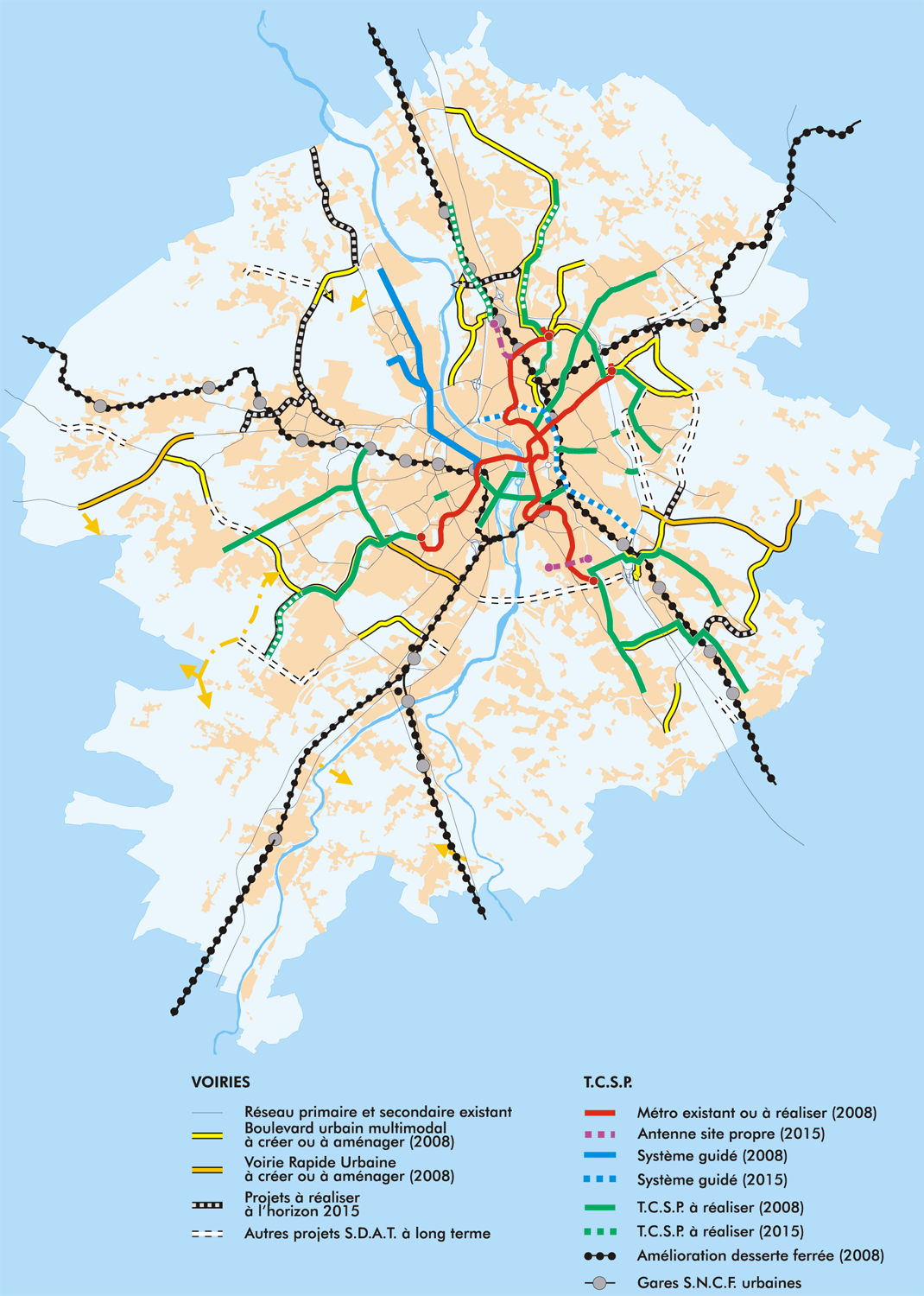
Plan du schéma du plan de déplacement urbain retenu en 2001

Les transports à Toulouse et dans son agglomération ont évolué avec l'accroissement de la ville. Dans l'agglomération, les déplacements se font principalement par automobile. Les déplacements en automobile sont majoritaires et les autres modes de transport sont disqualifiés. La construction de nombreux parcs de stationnement en centre-ville dans la décennie 1980-1990 a renforcé cette tendance, mais la construction de lignes de métro amorce un mouvement inverse. Dans le domaine de la circulation cycliste, les pistes cyclables sont assez peu développées.

## Situation générale
L'agglomération étant particulièrement étendue et morcelée entre zones d'habitat, zones commerciales et pôles d'emplois bien distincts, les trajets moyens sont longs. Par ailleurs, les usagers sont souvent contraints de composer avec un réseau de transport en commun encore insuffisant, prenant en charge en 2004 seulement 7 % des trajets de l'agglomération, et un réseau de voiries secondaires trop peu développé. Du fait d'un manque de réflexion conjoint sur l'ensemble du territoire de l'agglomération qui a miné la mise en place des transports collectifs et n'a pas permis la construction d'une agglomération compacte, la voiture règne comme le mode principal de déplacements dans l'agglomération : 64 % des déplacements à comparer aux 50 % Lyonnais.
Les déplacements sont difficiles dans l'agglomération, le périphérique étant souvent encombré aux heures de pointes (jusqu'à 140 000 voitures par jour sur certaines sections selon la DRE, soit le seuil de saturation d'une 2*3 voies). Cependant la construction de nouvelles lignes de transports en commun amorce un mouvement inverse depuis l'ouverture de la seconde ligne de métro fin juin 2007, complété en 2010 par une ligne de tramway qui relie Toulouse (station de métro Arènes) à la commune de Beauzelle via Blagnac. La ligne initiale, ouverte en 2010, ne dessert ni l'aéroport, ni les zones d'activités liées à l'aéroport, hormis son arrêt Servanty-Airbus. Trois extensions ont été réalisées depuis : la ligne Garonne, prolongement de la ligne T1 des Arènes jusqu'au Palais de Justice de Toulouse, a été ouverte en 2014, la ligne Envol (T2), antenne et doublement de la ligne T1, dessert l'aéroport et le siège social d'Airbus à Blagnac depuis avril 2015, et un prolongement par le nord de la ligne T1 jusqu'à son terminus actuel au MEETT a été inauguré en août 2020.
Un vaste projet autoroutier concernant l'ensemble de l'agglomération était aussi à l'étude dans les années 2000. Il s'agissait d'un contournement autoroutier dont le tracé favoriserait un transit par l'est de l'agglomération. Aujourd'hui le projet n'est plus du tout d'actualité, les pouvoirs publics préférant se consacrer aux projets de transports en communs.

### Précisions
La grande agglomération toulousaine, concerne 179 communes, sur lesquelles vivent 1,1 million de personnes qui ont 552 000 emplois.
Chaque jour, 3,8 millions de déplacements y sont effectués .
La problématique de transport y fait face à un accroissement de la population de 14 % en neuf années .
La marche à pied y est le deuxième mode de transport après la voiture, en part modale .
Le trafic de transit y est très faible et il est concentré sur les voies rapides urbaines reliant les autoroutes. Un quart de ce trafic de transit est constitué de poids-lourds. Mais les deux tiers des flux de transit sont liés au périmètre de l'ancienne région Midi-Pyrénées.
252000 véhicules sont échangés quotidiennement entre l'agglomération et celle de Montauban qui est contiguë.
En 2013, à Toulouse, 40 % des déplacements se font en voiture, 21 % en TC et 33 à pied.
La même année, en proche banlieue, les chiffres sont de 72 %, 8 %, et 15 %. La voiture représente 72 % des déplacements, notamment dans le SICOVAL  et dans le muretain .

La dépendance à l'automobile la plus forte se trouve dans la périphérie éloignée ainsi qu'à Labège.
D'autre modes de déplacement existent mais sont minoritaires : le vélo, 85 000 déplacements ; ou le combiné automobile TC: 77 000 déplacements.

## Infrastructures routières

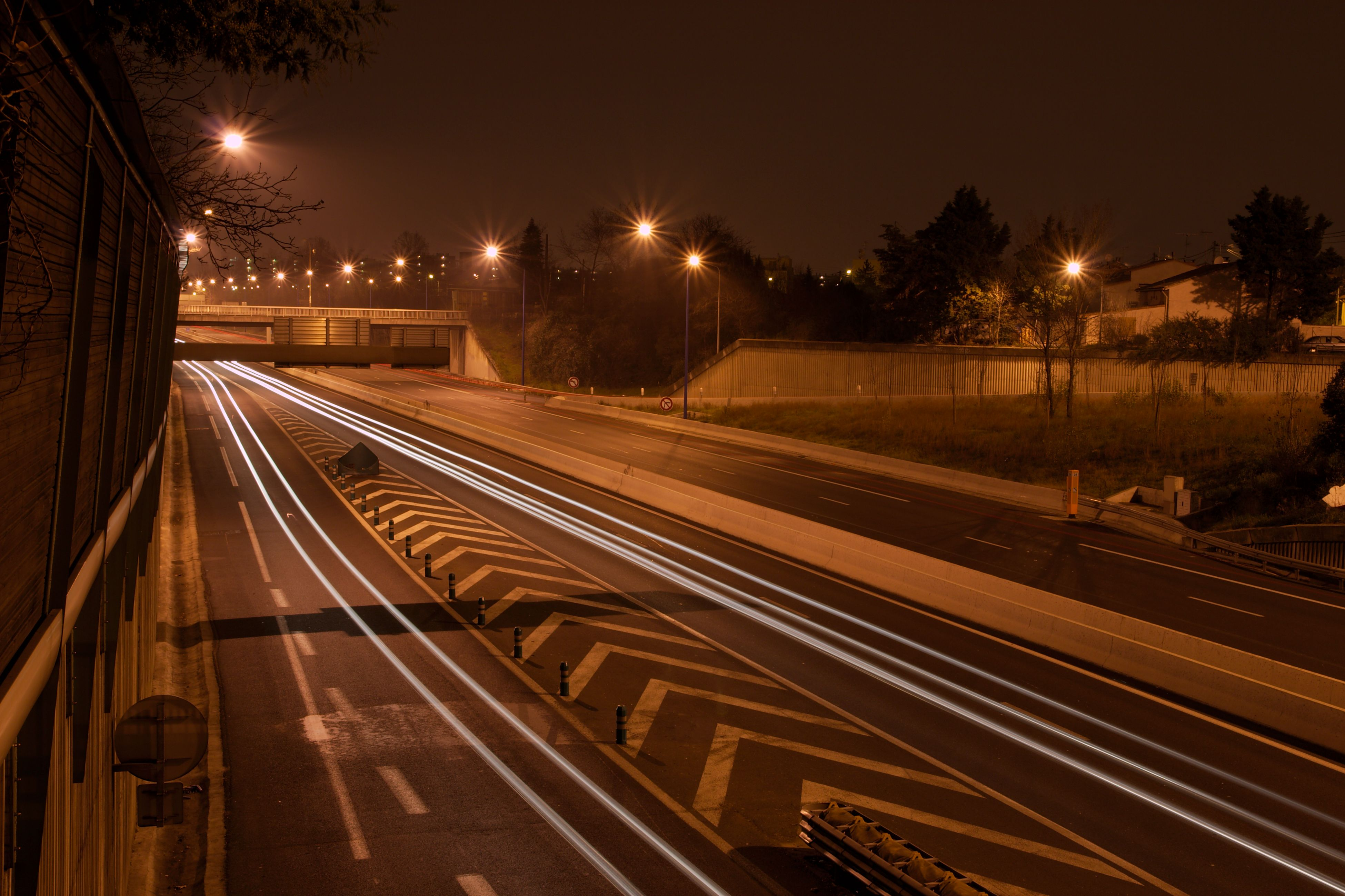
Une rocade de nuit dans le quartier de Jules-Julien (Toulouse), sur le sud du périphérique toulousain

Toulouse est le centre de plusieurs axes de communications autoroutiers et routiers. Le périphérique de Toulouse, doublé par plusieurs rocades (dont notamment, à l'ouest, la rocade Arc-en-Ciel, permet de faire le tour du cœur de l'agglomération. C'est à ces rocades que tous les grands axes du réseau routier sont reliés :
- au nord-ouest Bordeaux en prenant l'A62
- au nord Paris par les N20 et A20, connectée à l'A62 au niveau de Montauban
- au nord-est Albi, par l'A68. Son prolongement en 2x2 voies jusqu'à Lyon est prévu sans qu'aucune date n'ait été arrêtée à ce jour.
- à l'est le sud du département du Tarn, par l'A680, connectée à l'A68 au niveau de Gragnague. Son prolongement à moyen terme est également prévu jusqu'à Castres.
- à l'est Narbonne avec l'A61, puis toute la côte méditerranéenne (de Perpignan à Menton) grâce à la connexion de l'A61 avec l'A9
- au sud-est, l'Ariège (Pamiers et Foix) et l'Andorre par l'A66. Son prolongement jusqu'à la frontière espagnole, pour relier Barcelone, est prévu, mais aucune date n'est programmée
- au sud ouest, Tarbes, Pau la côte basque et l'ouest de l'Espagne, via l'A64

De plus, l'agglomération est desservie par plusieurs voies rapides et autoroutes secondaires qui complètent le réseau métropolitain :

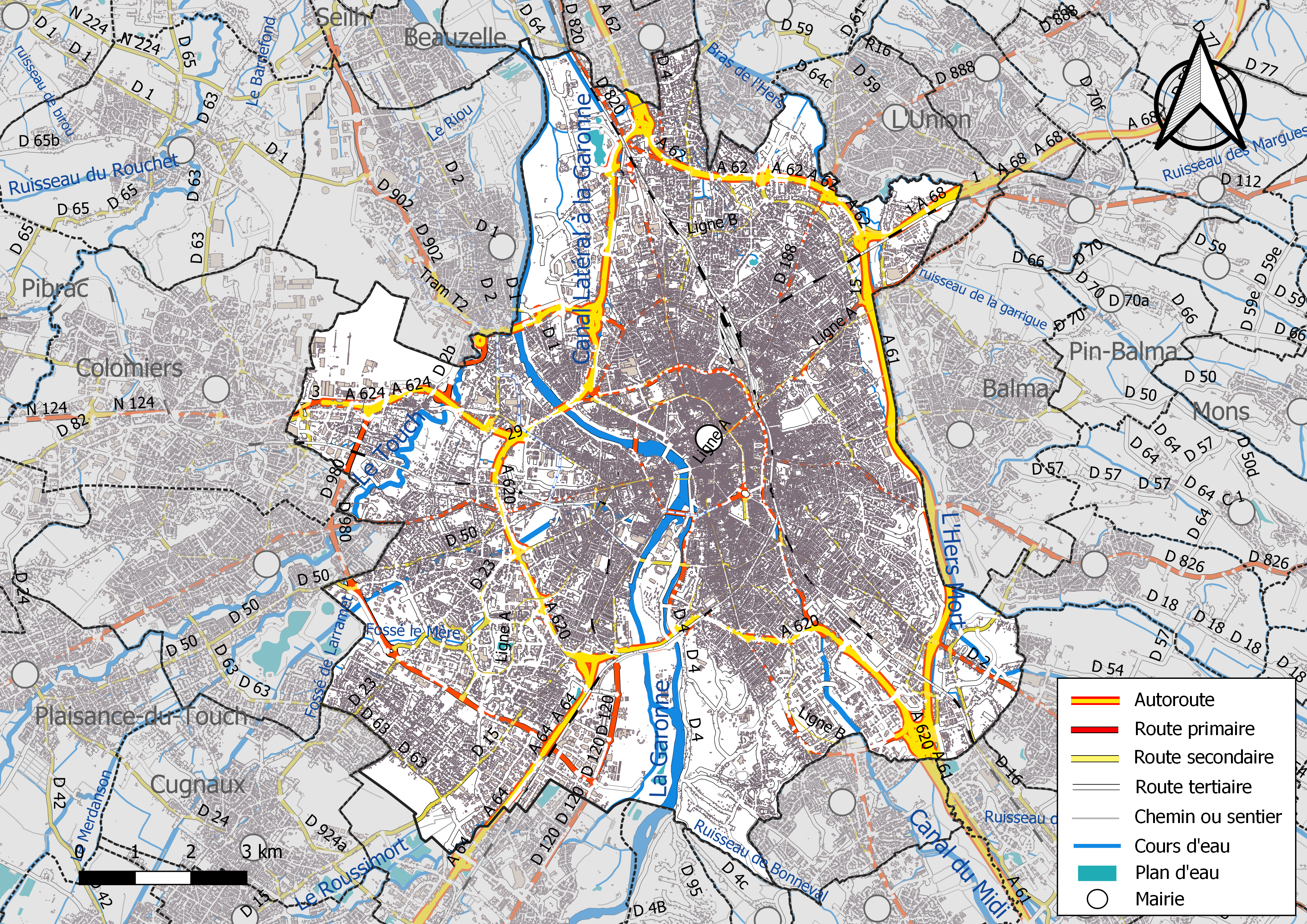
Carte du réseau routier et autoroutier de Toulouse

- au sud, la N20 se connecte à l'A64 au niveau de Portet-sur-Garonne. Elle dessert le sud de l'agglomération, entre Pinsaguel et Auterive et permet de rejoindre l'Ariège.
- à l'ouest, la N124 (en 2x2 voies) ainsi que l'A624 (en 2x2 voies) au niveau de Toulouse ouvrent l'axe vers le Gers et desservent notamment les communes de Colomiers, Pibrac et L'Isle-Jourdain ainsi que les zones Airbus des Ramassiers et de Saint-Martin-du-Touch.
- au nord-ouest, le périphérique, l'A621 et le Fil d'Ariane encerclent les quartiers de Purpan et des Sept-Deniers. L'A621 se prolonge ensuite vers le nord en desservant la commune de Blagnac et l'aéroport, puis se prolonge sous la forme de voie rapide métropolitaine (la Voie Lactée) jusqu'au MEETT et la commune de Beauzelle.
- au sud-est, la courte A623 permet de boucler le campus de Rangueil en reliant la route de Narbonne et la N113 (Ramonville-Saint-Agne) à l'échangeur du Palays, à l'endroit où l'A61 s'insère dans le périphérique.
- enfin, la rocade Arc-en-Ciel et l'avenue Eisenhower permettent un deuxième contournement par l'ouest de Toulouse entre l'A64 et l'A624.

## Transport ferroviaire

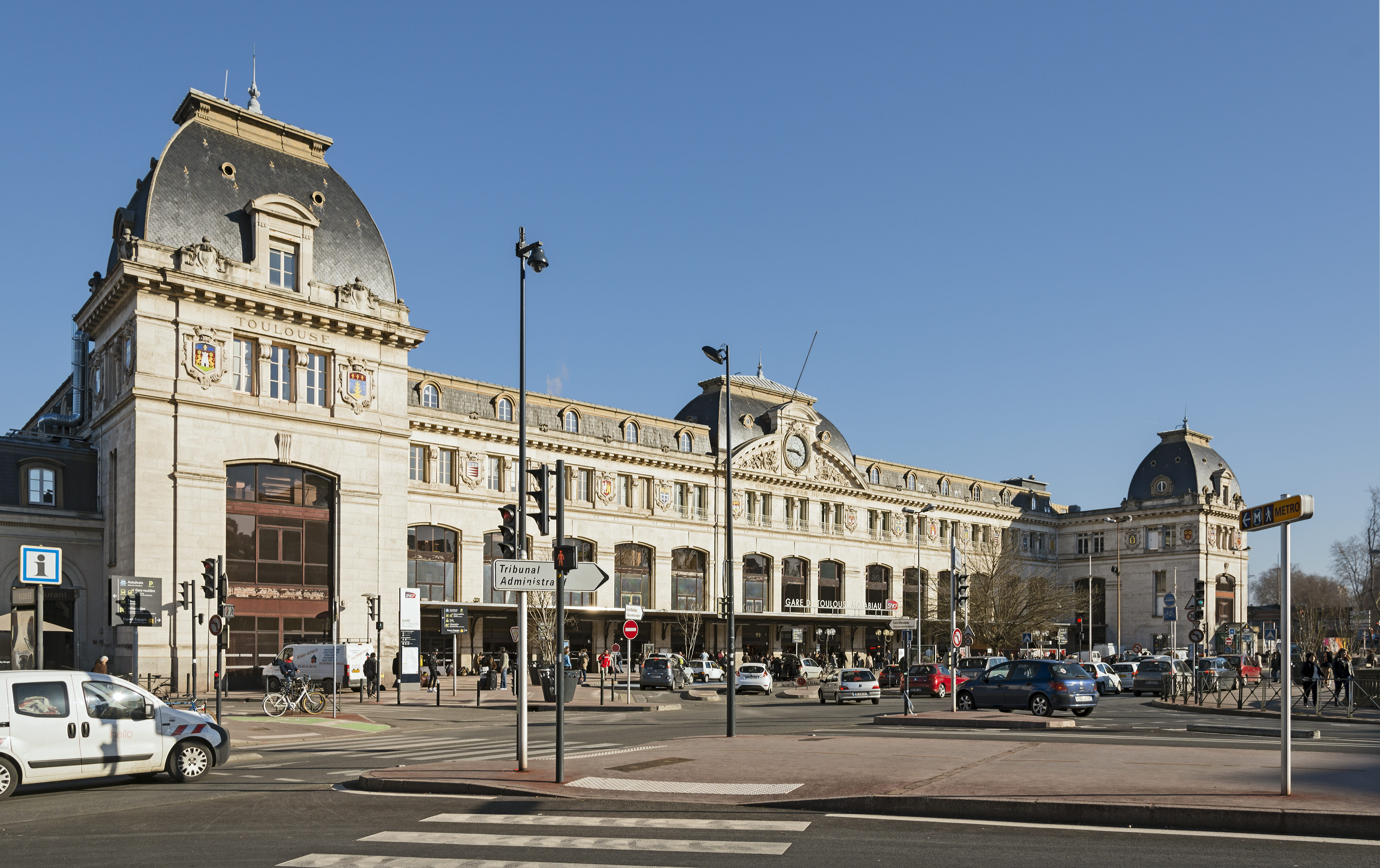
Gare de Matabiau

La ville constitue un nœud ferroviaire, à l'intersection des grandes lignes nationales desservant Bayonne au Sud-ouest, Bordeaux au Nord-ouest, Paris au Nord et la côte méditerranéenne au Sud-est, et de lignes de moindre capacité comme celle menant vers Auch à l'Ouest, Foix et la gare internationale de Latour-de-Carol au Sud, ou Castres et Mazamet à l'Est.
La principale gare de voyageurs est Toulouse-Matabiau. Elle est desservie par des TGV Inoui et Ouigo en provenance de Paris Montparnasse et de Lyon. En provenance de Paris les TGV empruntent la ligne à grande vitesse Atlantique et Sud Europe Atlantique jusqu'à Bordeaux avant de poursuivre sur la ligne classique jusqu'à Toulouse. De même, au départ de Lyon, les TGV empruntent la ligne à grande vitesse Méditerranée, avant de poursuivre sur la voie classique entre Nîmes et Toulouse.
La commune de Toulouse comporte aussi d'autres gares : Saint-Agne, Montaudran, Saint-Cyprien Arènes, Le Toec, Lardenne, Saint-Martin-du-Touch et Ramassiers.
Ces cinq dernières, avec la gare de Colomiers, sont situés sur la ligne de Saint-Agne à Auch et sont intégrés dans la tarification des transports en communs, avec un ticket Tisséo il est possible d'emprunter les trains de la ligne, avec une correspondance dans les gares avec les bus du réseau Tisséo et à la station Saint-Cyprien Arènes avec la ligne A du métro. La gare Saint-Agne offre aussi une correspondance avec le métro, mais la ligne B cette fois-ci.
Une gare de marchandises, la gare Raynal, située en centre-ville complétait auparavant la desserte ferroviaire, en pleine ville. Elle correspondait au centre logistique SERNAM pour le département. En 1948 l'activité triage est transferée sur le triage de Saint-Jory et le site connaît une baisse d'activité. En 2004, le site est complètement fermé et laisse place à un centre de maintenance et de remisage des trains TER de la région Midi-Pyrénées, devenu Occitanie en 2014.
Depuis 2016, la ligne à grande vitesse Sud Europe Atlantique (SEA) à permis d'abaisser le temps de trajet en TGV depuis Paris à 4h10. Un nouveau projet de ligne à grande vitesse la Ligne Nouvelle du Sud-Ouest, reliant Bordeaux à Toulouse en passant par Agen et Montauban, permettra d'abaisser le temps de parcours à 3h.

### Gare routière
La gare routière de Toulouse est située à proximité immédiate de la gare Matabiau facilitant fortement les correspondances et renforçant le rôle de pôle d'échange de la gare. Elle abrite les lignes interurbaines régionales du réseau LIO, la navette aéroport du réseau Tisséo ainsi que des lignes régulières nationales et internationales d'opérateurs privés.

### Transport aérien

Entrée de l'aéroport de Toulouse Blagnac

L'aéroport de Toulouse-Blagnac est situé sur la commune de Blagnac. Son emplacement à l'immédiat de la commune de Toulouse, et au cœur de Toulouse Métropole, en fait l'un des cinq aéroports français dont les nuisances pour les riverains sont les plus vives, avec Roissy, Orly, Lyon et Nice. Malgré tout, il est placé au 4e rang des aéroports de province, avec 7 669 054 passagers en 2015, derrière Nice, Lyon-Saint-Exupéry et Marseille Provence. Un nouveau hall ("Hall D"), mis en service en mars 2010, a inauguré l'extension de l'aéroport pour lui permettre l'accueil de 8,5 millions de passagers. Cette extension s'accompagne d'une nouvelle zone commerciale et d'un parking couvert supplémentaire.
Le site de Blagnac est aussi le lieu d'implantation du grand complexe aéronautique, AéroConstellation, inauguré en 2004. Il regroupe le hall d'assemblage de l'A380 appelé usine Jean-Luc Lagardère-Airbus, les ateliers de maintenance d'Air France Industries et les industriels associés au projet A380.
La ville possède d'autres infrastructures comme l'aérodrome de Toulouse-Lasbordes, situé près de Balma, ou encore l'ancienne base aérienne de Toulouse - Francazal, ouverte à la circulation aérienne civile depuis janvier 2011 et située près de Cugnaux.

## Transports locaux

### Accidents
Le risque d'accident reste la première préoccupation, à hauteur de 24 % des Toulousains.
| Pour des raisons techniques, il est temporairement impossible d'afficher le graphique qui aurait dû être présenté ici. |
| - Source gouvernementale                                                                                               |

| Pour des raisons techniques, il est temporairement impossible d'afficher le graphique qui aurait dû être présenté ici. |
| Source gouvernementale.                                                                                                |

### L'automobile
Le territoire de la commune étant particulièrement étendu, les trajets moyens sont longs. Il n'est pas rare de faire 20 à 50 kilomètres (aller sans retour) pour aller au travail. Cette longueur des déplacements, combinée à une politique d'équipements routiers et autoroutiers tous azimuts, a contribué à rendre les déplacements en automobile majoritaires, ainsi, 46 % des personnes qui ont un problème de stationnement sur le lieu de travail s'y rendent en voiture contre 79 % pour les autres.
Les habitants de la grande agglomération toulousaine utilisent 633 000 voitures qui génèrent 1,84 million de trajets dans la journée  et autant de besoin de stationnement.
Ceci étant, 49 % des ménages du centre ville n'ont aucune voiture, alors que 53 % des ménages de périphérie disposent d'au moins deux véhicules.
Le risque d'accident reste la première préoccupation, à hauteur de 24 % des Toulousains. Sur la seule aire urbaine de Toulouse: en 2013, 459 personnes ont été victimes de l'automobile, 302 des deux-roues à moteur, 142 des piétons, 54 des cyclistes, et dix des poids-lourds.
Par ailleurs, les problèmes de déplacement sont amplifiés par l'extension de l'agglomération dans un modèle pavillonnaire qui conditionne l'emploi de la voiture dans des espaces où la  faible rentabilité économique occasionnée par la très faible densité de population inhibe tout développement de transports collectifs.
Toutefois, en 2013 les trafics routiers sur les voies rapides stagnent alors qu'ils baissent à l'intérieur de la rocade, avec le développement des transports collectifs.
De nombreux acteurs envisagent donc de créer un grand contournement autoroutier pour permettre au trafic de transit (trafic extérieur à Toulouse) d'échapper à des bouchons toulousains qui sont occasionnés à 73 % par le trafic local des toulousains eux-mêmes, comme l'a démontré l'étude sur le grand contournement autoroutier de Toulouse, présenté par la DRE MIDI-Pyrénées en 2006.
Toulouse est notamment dotée d'un périphérique communément appelé rocade.

### Taxi
Comme un certain nombre d'endroits en France, le taxi est peu développé en raison d'une demande moins importante et d'un coût plus élevé qu'a Paris (la tarification de province est en effet relevé de 20 à 30 %). On dénombre 303 taxis à Toulouse dont 53 stationnant spécialement à l'aéroport de Toulouse Blagnac. (Paris en compte plus de 15 000)

### Le cyclisme urbain

#### Magasins de vélo
Toulouse est certainement l'une des villes de France où l'on recense le plus grand nombre de boutique de vente et réparation de vélo[réf. nécessaire].

#### Aménagements Urbains
En 2006, 210 kilomètres d’itinéraires cyclables sont disponibles à Toulouse, majoritairement sous forme de pistes en site propre partagées avec les piétons, et de bandes cyclables tracées sur le bord de la chaussée.
Malgré l'augmentation constante du kilométrage des pistes cyclables toulousaines, la qualité globale des aménagements cyclables est considérée comme insuffisante. Sont pointés du doigt le manque de continuité des pistes cyclables entre elles, et le parc d'arceaux de stationnements trop faible.
La situation s'améliore, l'année 2007 a vu la résorption d'une grande discontinuité de la piste du Canal du Midi en centre ville, l'ouverture de contresens cyclables dans les rues "semi piétonnisées" du centre ville.
En 2013, la mairie de Toulouse refuse la concertation avec les associations de cyclistes pour la réalisation des aménagements.

#### Location
Des partenariats entre la mairie de Toulouse et Tisséo-SMTC (financeur des locations moyenne durée), l’association Movimento (exploitant), et le Conseil Régional (financeur des locations longue durée) ont rendu possible la location de vélos pour les particuliers. Le parc est composé de 1000 vélos, disponibles dans ces trois vélo stations qui ne sont pas des vélo stations automatisées.
- au Capitole (place du général De Gaulle) pour les locations de moyenne durée (à la journée)
- à la gare routière de Toulouse Matabiau, pour les locations de moyenne durée (à la journée)
- au Port Saint-Sauveur pour les locations de longue durée (au mois), ainsi que pour les réparations.

Le coût de la location moyenne durée est de 2 € la journée, ou 1 € la demi-journée, et 1 € par nuit. Pour les locations longue durée le prix va de 10 à 18 € par mois.
À noter que depuis l'été 2006, la vélo station de la gare routière est gérée par Vinci à la suite d'un appel d'offres.

##### Velô-Toulouse

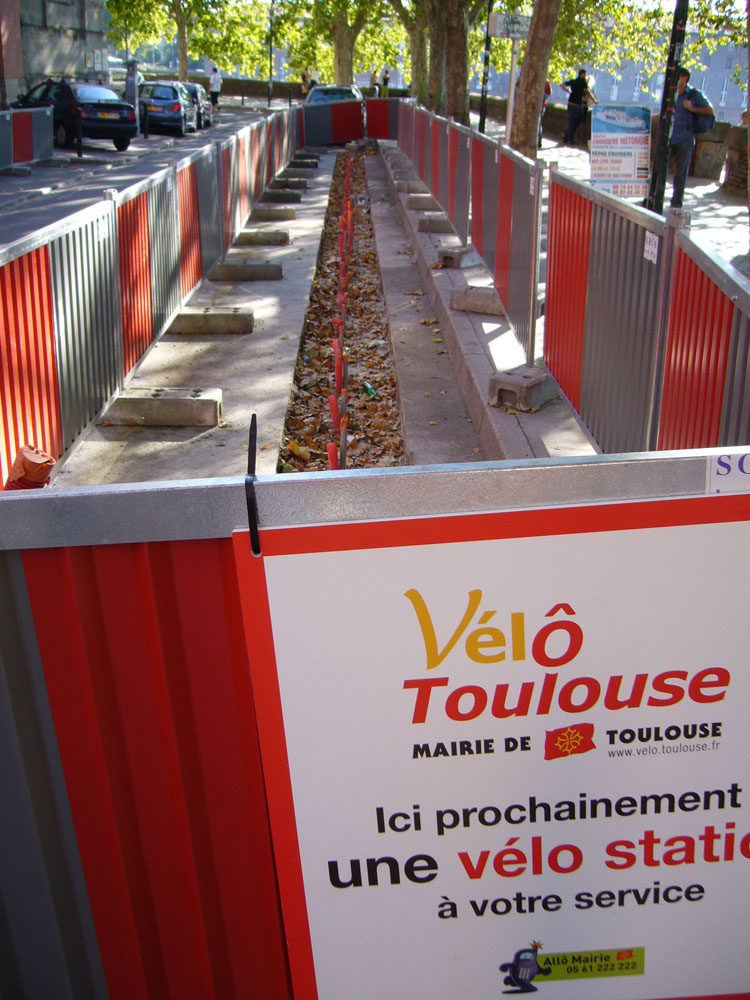
Installation d'une station de location automatisée à la Daurade

Ce système de location automatique est en service depuis le 16 novembre 2007. Pour commencer, 60 premières stations étaient en place.
Une décision du conseil municipal du 6 juillet 2007 a confié à la compagnie JC Decaux l'installation et l'exploitation d'un parc de bornes, bornettes et vélos en location automatique (Velopartage) sur le centre ville de Toulouse. Il s'agit du système Cyclocity, c'est-à-dire que le principe est similaire à celui appliqué sur le Vélo'v lyonnais ou le Vélib' parisien : des stations de locations sont réparties avec un maillage très serré, et la location est payante (la journée est à 1 €). Ceci afin de maximiser la rotation des vélos et ne pas transformer les locations courte durée en location à la journée. L'objectif de ce système est de faciliter la circulation en ville pour les marcheurs et les usagers des transports en commun, comme il l'a été montré après l'installation de Vélo'v à Lyon
À la fin de la première phase d'installation, en janvier 2008, le réseau sera composé de 135 stations et de 1500 vélos. Le dispositif s’étendra ensuite jusqu'en périphérie de la ville. En avril 2008, 253 stations seront disponibles. Leur emplacement est encore à l’étude.
La tarification appliquée est la suivante : pour les abonnés, gratuité pour la première demi-heure, 50 centimes jusqu'à une heure, puis 1€ par heure supplémentaire. Pour les non abonnés : 1€ de droit d'accès, gratuité pour la première demi-heure, 0,50€ jusqu'à une heure, 1,50€ jusqu'à deux heures, puis 2€ par heure supplémentaire.
L'abonnement est de 5€ pour une semaine, 10€ pour un mois et 25€ pour une année. La caution est de 150€.
Voici donc un exemple de tarifs de location pour les abonnés (hors abonnement) :
| durée | 30 min  | 1 h   | 1 h 30 | 2 h   | 5 h    | 10 h   | 20 h    |
| tarif | Gratuit | 0,5 € | 1,5 €  | 1,5 € | 4,50 € | 9,50 € | 19,50 € |

Et pour les non abonnés (hors droit d'accès) : 
| durée | 30 min  | 1 h   | 1 h 30 | 2 h   | 5 h   | 10 h   | 20 h   |
| tarif | Gratuit | 0,5 € | 2,0 €  | 2,0 € | 8,0 € | 18,0 € | 38,0 € |

### Transports en commun

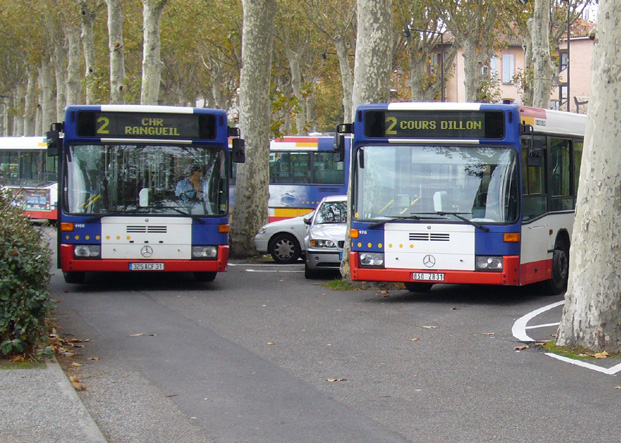
Bus Tisséo au terminus du Cours Dillon

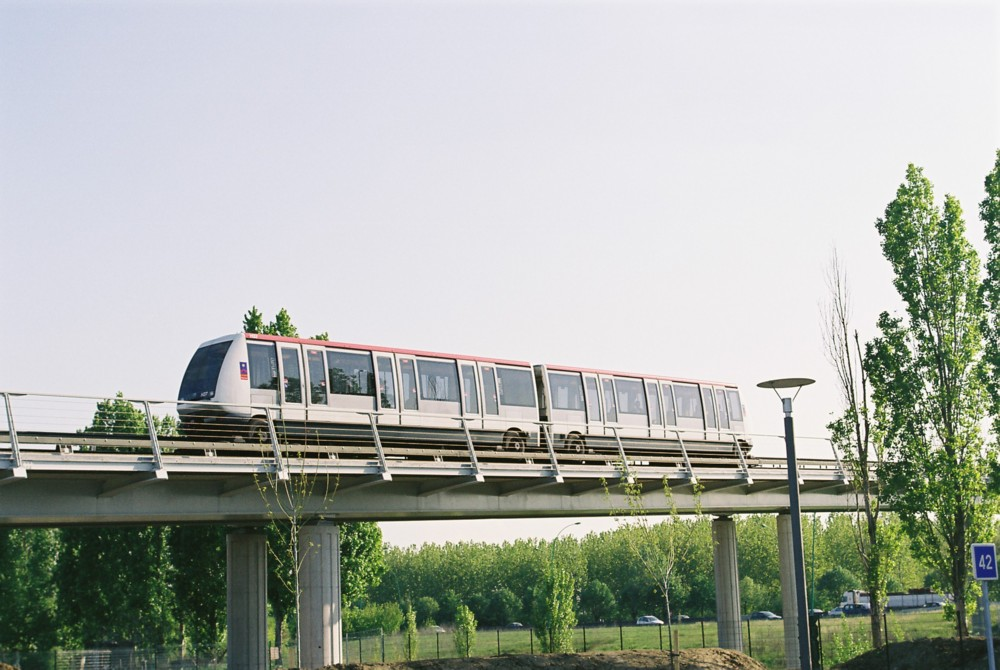
Ligne A du métro toulousain

Les transports collectifs de l'agglomération toulousaine sont organisés par un syndicat regroupant plusieurs collectivités locales : Tisséo-SMTC. Il regroupe la Communauté Urbaine du Grand Toulouse, le Sicoval, la Communauté d'Agglomération du Muretain et d'autres communes couvertes par le réseau Tisséo et regroupées dans le SITPRT (Syndicat Intercommunal des Transports Publics de l'Agglomération Toulousaine).
Le réseau s'articule principalement autour du VAL autour duquel s'organisent les lignes de bus et de tramway. Le Transport à la demande, le train et le mobibus (transports pour handicapés) complètent l'offre.
- Le métro toulousain possède deux lignes (lignes A et B). La ligne A relie la zone commerciale et industrielle de Basso-Cambo à la zone commerciale de Balma-Gramont (en bordure de la commune de Balma) en une diamétrale sud-ouest - nord-est. La ligne B  relie le quartier d'habitation de Borderouge au nord de la commune de Ramonville-Saint-Agne[25] en une diamétrale nord-sud. Une nouvelle ligne de métro entre la Colomiers et Labège et une extension de la ligne B est envisagée dans le cadre du projet Toulouse Aerospace Express.

- Le tramway de Toulouse possède 2 lignes une allant de Toulouse à Beauzelle via Blagnac; et depuis Avril 2015 une nouvelle branche vers l'aéroport est en service reliant ce dernier au centre-ville de Toulouse.
- Le réseau de bus couvre les communes de agglomération les plus proches de Toulouse[26] jusqu'à 22h. Un service de soirée réduit prend le relais de 22h à 1h, uniquement sur les territoires de Toulouse et de Blagnac[27].
- Le transport à la demande (TAD) est un service de minibus flexible pouvant nécessiter une réservation préalable (selon le trajet), adapté à la desserte des zones rurales ou de moyenne densité. Sa version la plus élaborée, le TAD 106 (service de 5 h 30 à 1 h, fréquence d'une demi-heure) dessert l'est de la banlieue (Balma, Drémil-Lafage, Flourens, Mons, Pin-Balma, Quint-Fonsegrives). D'autres lignes de transports à la demande existent ailleurs dans l'agglomération.
- Une ligne de train, la ligne C, propose un service cadencé entre le quartier des Arènes à Toulouse et la commune de Colomiers. Cette ligne est utilisable avec un titre de transport Tisséo.
- Mobibus est un service de transport à la demande pour les personnes à mobilité réduite[28].